# Стариков, Пётр Никифорович
Пётр Никифорович Стариков (1904—1944) — старший сержант Рабоче-крестьянской Красной Армии, участник Великой Отечественной войны, Герой Советского Союза (1943).

## Биография
Пётр Стариков родился 12 июля 1904 года в селе Ясная Поляна (ныне — Хомутовский район Курской области). После окончания начальной школы работал в колхозе. В июле 1941 года Стариков был призван на службу в Рабоче-крестьянскую Красную Армию. С июля 1942 года — на фронтах Великой Отечественной войны.
К августу 1943 года старший сержант Пётр Стариков командовал отделением 180-го сапёрного батальона 167-й стрелковой дивизии 38-й армии Воронежского фронта. Отличился во время освобождения Украинской ССР. В конце августа 1943 года отделение Старикова принимало активное участие в прорыве немецкой обороны к северу от Сум, проделывая проходы в минных и проволочных заграждениях противника. В сентябре 1943 года оно строило мосты и переправляло советские части через Десну и Днепр.
Указом Президиума Верховного Совета СССР от 29 октября 1943 года старший сержант Пётр Стариков был удостоен высокого звания Героя Советского Союза с вручением ордена Ленина и медали «Золотая Звезда».
2 февраля 1944 года Стариков погиб в бою. Похоронен у Мемориала Славы в посёлке Ставище Киевской области Украины.
Был также награждён орденом Красной Звезды и медалью.
В честь Старикова установлен его бюст в посёлке Зелёнохолмистый Хомутовского района Курской области.